# Caspian Airlines
Caspian Airlines (en persa: هواپیمایی کاسپین) fue fundada en 1993 en Teherán, Irán. Realiza servicios entre Teherán y otras ciudades importantes en Irán y vuelos internacionales a Armenia, Siria, Turquía, Emiratos Árabes Unidos y Ucrania. Su base principal es el Aeropuerto Internacional de Mehrabad, en Teherán.

## Historia
La aerolínea fue creada en 1993 y comenzó a funcionar en septiembre del mismo año. Se creó como una empresa conjunta entre los intereses de Irán y Rusia, operando aviones Túpolev de fabricación rusa.

## Destinos
| Países | Destinos     | Aeropuertos                              | Notas |
| ------ | ------------ | ---------------------------------------- | ----- |
| Irán   | Abadán       | Aeropuerto de Abadán                     |       |
| Irán   | Ahvaz        | Aeropuerto Internacional de Ahvaz        |       |
| Irán   | Asaluyeh     | Aeropuerto de Asaluyeh                   |       |
| Irán   | Bandar Abbás | Aeropuerto Internacional de Bandar Abbás |       |
| Irán   | Bushehr      | Aeropuerto de Bushehr                    |       |
| Irán   | Chabahar     | Aeropuerto de Chabahar                   |       |
| Irán   | Isfahán      | Aeropuerto de Isfahan                    |       |
| Irán   | Jask         | Aeropuerto de Jask                       |       |
| Irán   | Kerman       | Aeropuerto de Kermán                     |       |
| Irán   | Kish         | Aeropuerto Internacional de Kish         |       |
| Irán   | Mashhad      | Aeropuerto Internacional de Mashhad      | HUB   |
| Irán   | Qeshm        | Aeropuerto de Qeshm                      |       |
| Irán   | Rasht        | Aeropuerto de Rasht                      |       |
| Irán   | Sarí         | Aeropuerto de Sarí-Dasht-e Naz           |       |
| Irán   | Shiraz       | Aeropuerto Internacional de Shiraz       |       |
| Irán   | Tabriz       | Aeropuerto Internacional de Tabriz       |       |
| Irán   | Teherán      | Aeropuerto Internacional Imán Jomeiní    | HUB   |
| Irán   | Teherán      | Aeropuerto Internacional de Mehrabad     | HUB   |
| Irán   | Yazd         | Aeropuerto de Yazd                       |       |
| Irán   | Zahedan      | Aeropuerto de Zahedan                    |       |
| Irak   | Bagdad       | Aeropuerto Internacional de Bagdad       |       |
| Irak   | Náyaf        | Aeropuerto Internacional de Nayaf        |       |
| Siria  | Damasco      | Aeropuerto Internacional de Damasco      |       |

## Flota

### Flota actual
La flota de Caspian Airlines se compone de las siguientes aeronaves:
| Aeronaves               | En servicio | Pedidos | Estacionados | Pasajeros (clase única)                            | Matrículas                                         | Antigüedad                                         | Notas                                              |
| ----------------------- | ----------- | ------- | ------------ | -------------------------------------------------- | -------------------------------------------------- | -------------------------------------------------- | -------------------------------------------------- |
| Boeing 737-300          | 1           | —       | —            | 140                                                | EP-DOA                                             | 34,1 años                                          |                                                    |
| Boeing 737-400          | 2           | —       | —            | 168                                                | EP-CAQ                                             | 32,8 años                                          |                                                    |
| Boeing 737-400          | 2           | —       | —            | 168                                                | EP-CAR                                             | 32,1 años                                          |                                                    |
| Boeing 737-500          | 2           | —       | 1            | 126                                                | EP-KPC                                             | 29,9 años                                          |                                                    |
| Boeing 737-500          | 2           | —       | 1            | 126                                                | EP-KPA                                             | 27,1 años                                          | Estacionado en THR desde 2024                      |
| Boeing 737-500          | 2           | —       | 1            | 126                                                | EP-KPB                                             | 27 años                                            |                                                    |
| McDonnell Douglas MD-82 | 1           | —       | —            | 161                                                | EP-CPU                                             | 31,3 años                                          |                                                    |
| McDonnell Douglas MD-83 | 4           | —       | —            | 168                                                | EP-CPV                                             | 34,7 años                                          |                                                    |
| McDonnell Douglas MD-83 | 4           | —       | —            | 168                                                | EP-CPX                                             | 31 años                                            |                                                    |
| McDonnell Douglas MD-83 | 4           | —       | —            | 168                                                | EP-CPD                                             | 29,9 años                                          |                                                    |
| McDonnell Douglas MD-83 | 4           | —       | —            | 168                                                | EP-CAS                                             | 25,9 años                                          |                                                    |
| Total                   | 10          | —       | 1            | Edad media de la flota (julio de 2025): 30,5 años. | Edad media de la flota (julio de 2025): 30,5 años. | Edad media de la flota (julio de 2025): 30,5 años. | Edad media de la flota (julio de 2025): 30,5 años. |

### Flota histórica
| Aeronaves       | Total | Introducido | Retirado | Matrículas                                                                              |
| --------------- | ----- | ----------- | -------- | --------------------------------------------------------------------------------------- |
| Boeing 747-100  | 1     | 2018        | c. 2020  | EP-CQB                                                                                  |
| Boeing 747-200  | 1     | 2013        | c. 2015  | EP-CQA                                                                                  |
| Túpolev Tu-154  | 9     | 1998        | 2011     | YA-TAR (rrg. EP-CPG), EP-CPM, UP-T5407, EP-CPH, EP-CPN, EP-CPO, EP-CPL, EP-CPS y EP-CPT |
| Yakovlev Yak-40 | 1     | 1999        | 2001     | EP-CPI                                                                                  |
| Yakovlev Yak-42 | 4     | 1995        | 2011     | EP-CPR, EP-CPE, EP-CPK y EP-CPC                                                         |

## Accidentes
- El 15 de julio de 2009, un Tupolev Tu-154 que realizaba el Vuelo 7908 de Caspian Airlines se estrelló en el norte de Irán mientras volaba de camino a Ereván (Armenia).

- El 27 de enero de 2020, el vuelo 6936 de Caspian Airlines, que cubría la ruta entre Teherán y Mahshahr, en Irán, se salió de la pista al momento de aterrizar. En la aeronave iban a bordo 135 personas, las cuales resultaron ilesas.